# Първенство на Бахрейн (снукър)
Първенството на Бахрейн (на английски: Bahrain Championship) е професионално състезание по снукър. От сезон 2008/09 присъства в ранкинг системата и носи точки за ранглистата.
От първото си издание като ранкинг турнир в него ще участват състезателите от топ 16 от световната ранглиста, както и 16 играчи, преминали квалификациите на турнира.
Първият турнир от първенството на Бахрейн ще се проведе в Кралство Бахрейн от 8 до 15 ноември 2008 г. в Международния Изложбен Център в Манама.

## Победители
| Година | Победител      | Опонент      | Резултат | Сезон   |
| ------ | -------------- | ------------ | -------- | ------- |
| 2008   | Нийл Робъртсън | Матю Стивънс | 9 – 7    | 2008/09 |

| Първенство на Бахрейн |
| Резултати по година   |
| --------------------- |
| 2008                  |

| Портал | В Портал Снукър можете да намерите още много страници за снукър. |